# Samuel Augustus Barnett
Samuel Augustus Barnett (født 8. februar 1844, død 17. juni 1913) var en engelsk præst og filantrop.
Barnett studerede i Oxford og blev 1872 præst i Whitechapel, hvor han med stor iver tog sig af den fattige
befolkning både timelig og åndelig. Han og hans venner byggede således det store Toynbee Hall i Whitechapel, i hvilket der holdtes foredrag, kursus, koncerter, gymnastikkursus osv., alt sammen helt eller næsten gratis, for
kvarterets indbyggere. Barnett tilhørte nærmest Bredkirken. 1893 forflyttedes han til Bristol.